# The Zone
«The Zone» es una canción del artista canadiense The Weeknd en colaboración con el rapero canadiense Drake. Originalmente fue grabado para el mixtape de 2011 de The Weeknd, Thursday. Fue lanzado como un sencillo digital el 16 de noviembre de 2012, por XO y Republic Records. La canción sirve como la primera colaboración entre los dos artistas.

## Video musical
El video musical de "The Zone" se estrenó el 7 de noviembre de 2012 en la cuenta personal de YouTube de The Weeknd "xoxxxoooxo" y fue dirigido por el propio The Weeknd. Posteriormente, se subió a su cuenta de Vevo el día siguiente, el 8 de noviembre de 2012. Desde su lanzamiento, la carga de Vevo del video se ha visto más de 60 millones de veces en YouTube.

## Lista de canciones
| Descarga digital |                              |                                                             |                        |          |  |
| N.º              | Título                       | Escritor(es)                                                | Productor(s)           | Duración |  |
| 1.               | «The Zone» (featuring Drake) | Aubrey Graham Abel Tesfaye Martin McKinney Carlo Montagnese | Doc McKinney Illangelo | 6:58     |  |

## Personal
Créditos adaptados de las notas del álbum Trilogy.
- The Weeknd – compositor, artista principal
- Drake – artista invitado
- Doc McKinney – compositor, instrumentación, productor
- Carlo "Illangelo" Montagnese – compositor, instrumentación, mezcla, productor

## Lista
| Lista (2012-13)                | Mejor posición |
| ------------------------------ | -------------- |
| R&B/Hip-hop Digital Song Sales | 50             |

## Historial de lanzamientos
| Región        | Fecha                   | Formato          | Discográfica(s) | Ref   |
| ------------- | ----------------------- | ---------------- | --------------- | ----- |
| Todo el mundo | 16 de noviembre de 2012 | Descarga digital | XO Republic     | [ 6 ] |